# アンコウズ
アンコウズは、日本のお笑いコンビ。ライジング・アップ仮所属。2016年結成。2022年7月26日解散。WCS（ワタナベコメディスクール）16期生。

## メンバー
アビコ タツヤ（あびこ たつや、1988年7月11日 - ）（37歳）
- 本名：森田 洋平（もりた ようへい）。
- ボケ担当、立ち位置は向かって左。
- 京都府宇治市出身。京都府立莵道高等学校卒業、京都衛生専門学校調理師本科卒業[2]。
- 身長180cm、体重55kg。血液型A型。
- 趣味：料理、ルアー釣り。
- 特技：料理（元調理師）、金管楽器（元吹奏楽部）。
- 免許：普通自動車、調理師免許。
- 資格：食育インストラクター。

辻本 まるお（つじもと まるお、1991年8月2日 - ）（34歳）
- 本名：辻本 拓（つじもと たくみ）。
- ツッコミ担当、立ち位置は向かって右。
- 千葉県佐倉市出身。
- 身長160cm、体重99kg。血液型B型。
- 趣味：カフェ巡り、筋トレ、ファッション。
- 特技：ラグビー（高校千葉県選抜）、ヘソが臭い。
- 免許：普通自動車。

## 芸風
ライジング・アップホームページに掲載されているキャッチコピーは「深海からの恨み節をご堪能あれ」。話の流れでアビコが調子のいいことを言い、それを辻本が制し、職質エピソードや見た目による残念エピソードを辻本が振り、アビコが一言で答え、つっこまれるという流れの漫才が多い。

## エピソード
- 辻本は大学の学園祭で来ていたハライチを見て、大学を辞め養成所に通いお笑い芸人を目指す。
- 辻本の旧コンビ「堀江辻本」はワタナベコメディスクール16期首席で卒業。アビコの旧コンビ「幻想メイカー」は所属にならず。
- 辻本は堀江辻本時代についた初めてのファンと付き合い9年の交際を経て結婚。彼女はアビコが苦手なのでアンコウズのライブには来ない。
- 2018年、さんぽのとみやんがアンコウズに2、3ヶ月加入するも、方向性の違いで脱退。
- 2020年、YouTubeチャンネル「アンコウズの職質キッチン」開設。アビコの1Kアパートで撮影されるお料理バラエティチャンネル。撮影・編集は辻本。単身用の狭く汚いキッチンから、元プロの技で見栄え・味・オリジナリティとレベルの高いギャップのある料理をゲストや相方に出す[1]。
- 2021年9月10日に行われたM-1グランプリ1回戦ではコマンダンテ、アルコ&ピースを抑えてTOPに選出されるも二回戦敗退[4]。
- 2022年7月26日に所属事務所の公式ホームページにて解散を発表。アビコは引き続き事務所に残り、辻本は芸人を辞め、YouTube作家としてエグスプロージョンやブチギレ氏原などを担当[5]。
- その後はポコチャにてトップライバーとして活躍中。

## 出演

### テレビ番組
- ウチのガヤがすみません! (日本テレビ、2021年2月23日[6]、4月6日[7]、4月27日[8]、5月11日[9]、5月25日[10]、7月6日[11]、9月14日[12]）
- 朝生ワイド す・またん! まるトクZIP（読売テレビ、2021年4月5日）
- ザワつく！金曜日（テレビ朝日、2022年1月22日）
- 水曜NEXT!『ボーっと過ごした人の “へぇ～”ノート』（フジテレビ、1月26日）

### ライブ
アビコタツヤ主催ライブ「都市伝説」第一回は2017年5月31日。約2か月に一回のペースで開催しているが、新型コロナウイルス感染症流行の影響で休止。 ライジング・アップの所属&預かりメンバーによる新ネタ3本おろすライブ「ライジング3」レギュラーメンバーである。